# Robert Aitken
Robert Grant Aitken (31. prosince 1864 – 29. října 1951) byl americký astronom.

## Život
Narodil se v Jacksonu, absolvoval Williams College v Massachusetts, kde v roce 1887 získal bakalářský titul. V letech 1887-1891 pracoval jako instruktor matematiky v Livermore, poté získal magisterský titul opět na Williams College. Stal se profesorem matematiky na College of the Pacific. V roce 1895 získal pozici asistenta astronoma na Lickově observatoři v Kalifornii.
Začal systematicky studovat dvojité hvězdy, měřit jejich polohy a počítat jejich vzájemné oběžné dráhy. Od roku 1899, ve spolupráci s W. J. Husseyem, metodicky tvořil velký katalog těchto hvězd. Probíhající práce byla zveřejněna v bulletinu Lickovy observatoře. V roce 1905 Hussey odešel a Aitken zůstal na průzkum sám. Do roku 1915 objevil zhruba 3100 nových dvojhvězd a dalších 1300 objevil Hussey. Výsledky byly zveřejněny v roce 1932 pod názvem New General Catalogue of Double Stars Within 120° of the North Pole, s orbitálními informacemi, které umožňují astronomům získat údaje o velkém množství hvězd. Za tuto práci v katalogizaci binárních hvězd, byl oceněn prestižní medailí Catheriny Bruceové v roce 1926.
Během své kariéry měřil Aitken polohy a vypočtené dráhy komet a přirozených satelitů planet. V roce 1908 se zúčastnil expedice za zatměním Slunce na Flint Island v centrální části Tichého oceánu. Jeho práce Binary Stars byla zveřejněna v roce 1918, druhé vydání bylo publikováno v roce 1935. V roce 1894 se stal členem Pacifické astronomické společnosti, v letech 1899 a 1915 byl jejím prezidentem. Od roku 1898 do roku 1942 byl Aitken redaktorem Publications of the Astronomical Society of the Pacific. V roce 1932 přednášel pro Královskou astronomickou společnost, jejímž byl přidruženým členem. Od roku 1918 do roku 1928 byl předsedou výboru dvojhvězd v rámci Mezinárodní astronomické unie.
Aitken byl částečně hluchý a používal naslouchátko. Oženil se s Jessie Thomasovou, s níž měl tři syny a dceru. Jessie zemřela v roce 1943. Jeho vnuk Robert Baker Aitken, byl široce známý Zen - Buddhistický učitel a autor. Jeho vnučka Marjorie J. Voldová byla známou chemičkou specializující se na koloidy.

## Vyznamenání
Ocenění
- Lalandeho cena francouzské Akademie (1906 s Williamem Husseyem)
- Medaile Catheriny Bruceové (1926)
- Gold Medal of the Royal Astronomical Society (1932)
- Rittenhouseova medaile (1934)

Pojmenován po něm

- Planetka 3070 Aitken
- Měsíční kráter Aitken, který je součástí velmi velké South Pole-Aitken

### Nekrology
- IrAJ 2 (1952) 27 (jeden odstavec)
- JO 35 (1952) 25 (ve francouzštině)
- JRASC 46 (1952) 28
- MNRAS 112 (1952) 271
- PASP 64 (1952) 5